# Академия за изобразителни изкуства в Мюнхен
Академията за изобразителни изкуства в Мюнхен (на немски: Akademie der Bildenden Künste München) е сред най-старите и реномирани художествени академии в Германия. Основана е на 13 май 1808 г. в Мюнхен.

## История
Своето начало Академията получава през 1770 г., когато баварският курфюрст Максимилиан III Йозеф създава Училище академия за художници и скулптори. Но за официална рождена дата на Академията все пак се счита 13 май 1808 г., когато кралят на Бавария Максимилиан I открива Кралската академия за изобразителни изкуства.
Първият ѝ директор е Йохан фон Лангер, първият ѝ секретар – философът Фридрих Шелинг.
От средата на 19 век мюнхенската Академия се превръща в едно от най-прочутите висши художествени училища в Европа.

## Архитектура
През 1876–1885 г. по проект на архитекта Готфрид Нойройтер е построена сградата дворец на „Леополдщрасе“, в която училището се премества през 1886 г. и която е основно здание на Академията.
На 26 октомври 2005 г. е открито разширението на сградата от 19. век, проектирано като деконструктивистка форма от австрийското архитектурно бюро „Coop Himmelb(l)au“.

## Известни преподаватели
- Лорънс Алма-Тадема
- Петер фон Корнелиус
- Франц фон Ленбах
- Едуардо Паолоци (1981–1989)
- Шон Скъли
- Якоб Унгерер (1890–1920)
- Валтер Маурер (1990 – 2000)
- Рес Инголд

## Известни възпитаници
- Джорджо де Кирико
- Алфонс Муха
- Ловис Коринт (1880–1884)
- Николаос Гизис (1842–1901)
- Йорг Имендорф (1984–1985)
- Василий Кандински (1866–1944)
- Алфред Кубин (1899)
- Паул Клее (1900)
- Франц Марк (1900–1903)
- Едвард Мунк
- Йозеф Войтех Хелих (1807-1880)
- Франц фон Щук

## Възпитаници от България
Сред възпитаниците на Академията са следните български художници)
- Николай Павлович
- Иван Мърквичка
- Ярослав Вешин
- Борис Денев
- Иван Пенков
- Дечко Узунов
- Илия Петров
- Елена Карамихайлова
- Александър Мутафов
- Елисавета Консулова-Вазова
- Елиезер Алшех
- Константин Гърнев
- Кирил Цонев
- Жорж Папазов

## Галерия
- Панорамен изглед на Академията
- Главната сграда на Академията
- Главната сграда на Академията около 1900 г.
- Скулптурна група Кастор и Полукс пред Академията
- „Пале Порция“
- Разширението, проектирано от Coop Himmelb(l)au
- Разширението, проектирано от Coop Himmelb(l)au
- Разширението, проектирано от Coop Himmelb(l)au
- Разширението, проектирано от Coop Himmelb(l)au
- Разширението, проектирано от Coop Himmelb(l)au
- Разширението, проектирано от Coop Himmelb(l)au